# Naomi Long
Naomi Rachel Long (Belfast, 13 de desembre de 1971, amb cognom de soltera Johnston) és una enginyera i política nord-irlandesa que va exercir com a ministra de Justícia a l'Executiu d'Irlanda del Nord des de gener de 2020 fins a octubre de 2022. És l'actual líder del Partit de l'Aliança des del 2016 i és membre de l'Assemblea Legislativa de Belfast East des del 2020.
Long va ser alcaldessa de Belfast entre 2009 i 2010 i va representar Belfast East a l'Assemblea d'Irlanda del Nord del 2003 al 2010. Va dimitir com a diputada després de ser escollida com a membre del Parlament per Belfast East en les eleccions generals de 2010. Va exercir durant una legislatura i va perdre el seu escó davant el Partit Unionista Democràtic (DUP) a les eleccions generals de 2015. Va tornar a l'Assemblea d'Irlanda del Nord el 2016, abans de dimitir per segona vegada després de ser escollida diputada al Parlament Europeu el 2019. Quan el Regne Unit va abandonar la Unió Europea el 2020, Long va tornar com a diputada i va ser nomenada ministra.
L'any 2022 va ser inclosa en la llista anual de les 100 Dones de la BBC.

## Joventut
Nascuda a l'est de Belfast, va estudiar en la Mersey Street Primary i la Bloomfield Collegiate School. Es va graduar a la Queen's University de Belfast amb una llicenciatura en enginyeria civil el 1994, va treballar en una consultoria d'enginyeria estructural durant dos anys, després va ocupar un plaça a la Queen's University, fent recerca i formació durant tres anys, i després va tornar al sector de la consultoria d'enginyeria ambiental i hidràulica, on s'hi va estar quatre anys més.

## Carrera política
Va ocupar el primer càrrec polític l'any 2001, quan va ser escollida regidora de l'Ajuntament de Belfast, pel districte de Victòria. El 2003, Long va ser escollida membre de l'Assemblea d'Irlanda del Nord per Belfast Est, succeint el seu company al Partit de l'Aliança d'Irlanda del Nord, John Alderdice. El 2006 va ser nomenada vicepresidenta del seu partit.
L'1 de juny de 2009 va ser escollida alcaldessa de Belfast, derrotant William Humphrey (Partit Unionista Democràtic) per 26 vots a 24 en una votació en una reunió del consell. Es va convertir en la segona dona en ocupar el càrrec, després de Grace Bannister (1981–82).

### Membre del Parlament
El 6 de maig de 2010 va derrotar Peter Robinson, Primer Ministre d'Irlanda del Nord i cap del DUP, per esdevenir parlamentària per l'Est de Belfast en la Cambra dels Comuns del Regne Unit; el primer cop que el partit obtenia un representant a les urnes. Long també esdevenia el primer nord-irlandés de l'ala liberal elegit a Westminster, des de que James Brown Dougherty ho aconseguís el 1914. Malgrat la proximitat ideològica entre l'Aliança i els Liberal Demòcrates, Long no va formalitzar cap coalició amb ells.
El 10 de desembre de 2012, Long va rebre una sèrie d'amenaces de mort i una bomba de gasolina va ser llançada dins d'un cotxe de policia secreta que estava vigilant la seva oficina. Aquesta violència va esclatar com a reacció dels lleials de l'Ulster a la decisió dels membres de l'Aliança de votar a favor de despenjar la bandera del Regne Unit de la façana de l'Ajuntament de Belfast i hissar-la només en dies especialment designats (18 en total).
El 2015, Long va cedir el seu lloc a la cambra dels Comuns a Gavin Robinson del DUP, com a resultat d'un pacte unionista entre cinc partits de la seva circumscripció.

### Retorn a l'Assemblea d'Irlanda del Nord
Al gener de 2016, Long va anunciar que tornaria com a candidata a l'Assemblea en les eleccions de 2016, havent estat nominada en lloc de la presidenta incumbent Judith Cochrane. Naomi va ser elegida en el primer torn. Després del seu retorn a l'Assemblea, Long va assumir posicions en el Comitè per a les Comunitats, el Grup sobre Comerç Just, el Grup d'Habitatge i va presidir el Grup de Ciència, Tecnologia, Enginyeria i Matemàtiques.
El novembre de 2016, Long va criticar el Sinn Féin i al DUP per retardar la publicació d'un informe del grup de treball sobre l'avortament, que recomanava canvis legislatius en casos d'anomalies fetals fatals, instant l'Executiu a "actuar sense més demora per ajudar a les dones que decideixin resoldre l'embaràs en aquestes circumstàncies tan difícils".

### Líder del Partit de l'Aliança
El 26 d'octubre de 2016, Long va ser triada líder de l'Aliança sense oposició, després de la dimissió de David Ford. En el primer manifest llançat sota el seu lideratge, Long va afirmar el seu compromís de construir una societat «unida, oberta, liberal i progressista». Es va revelar que les prioritats legislatives del seu partit incloïen l'harmonització i l'enfortiment de les mesures d'igualtat i antidiscriminació, treballar per instaurar el matrimoni igualitari i pel desenvolupament de l'educació que integrés catòlics i protestants, i proposar un marc d'actuació al país per contrarrestar els efectes del canvi climàtic.
Durant la campanya de les eleccions generals de 2017, Long va reafirmar el seu suport al vot popular, reduir l'edat per entrar al cens electoral als 16 i una major transparència entorn de les donacions als partits polítics.
El maig de 2019, Long va ser elegida com a membre del Parlament Europeu com a representant d'Irlanda del Nord, amb el 18,5% dels vots, el millor resultat del partit. Això va comportar la seva excedència de l'Assemblea, essent substituïda interinament per Máire Hendron, una de les fundadores del partit i que havia sigut tinent d'alcalde de Belfast. El 9 de gener de 2020, un cop es va consumar el Brèxit, va recuperar l'escó a l'Assemblea.

### Ministra de Justícia
L'11 de gener de 2020, amb la restauració de l'Assemblea d'Irlanda del Nord després de tres anys aturat, Long va ser elegida Ministra de Justícia en l'Executiu d'Irlanda del Nord. Long va anunciar que avançaria en una nova legislació sobre violència domèstica i faria que determinats casos d'abús psicològic esdevinguessin un delicte penal a Irlanda del Nord. També va anunciar que treballaria per implementar noves mesures per a la investigació del blanqueig de capitals i altres delictes financers vinculats amb el crim organitzat i grups paramilitars.
Long va continuar en el càrrec fins al final de la legislatura, l'octubre de 2022.

## Vida personal
Long és membre de l'Església Presbiteriana Bloomfield. Després de la decisió de l'Església d'excloure'n els homosexuals, va expressar la seva "gran preocupació" i va declarar que no sabia si continuaria formant-ne part.
Està casada amb Michael Long, regidor de l'Aliança a l'Ajuntament de Belfast i antic alcalde de Belfast, i fill de l'enginyer professor Adrian Long. Tots dos són el primer matrimoni que ha servit com a Lord Mayors de Belfast.
A l'agost de 2017, Long va revelar que patia d'endometriosi i que se sotmetria a cirurgia per recuperar-se.

## Reconeixements
La cadena britànica BBC va incloure-la en la llista 100 Women de 2022, per la seva feina en l'enduriment de les penes per delictes sexuals durant la seva etapa com Ministra nord-irlandesa de Justícia.

## Resultats electorals

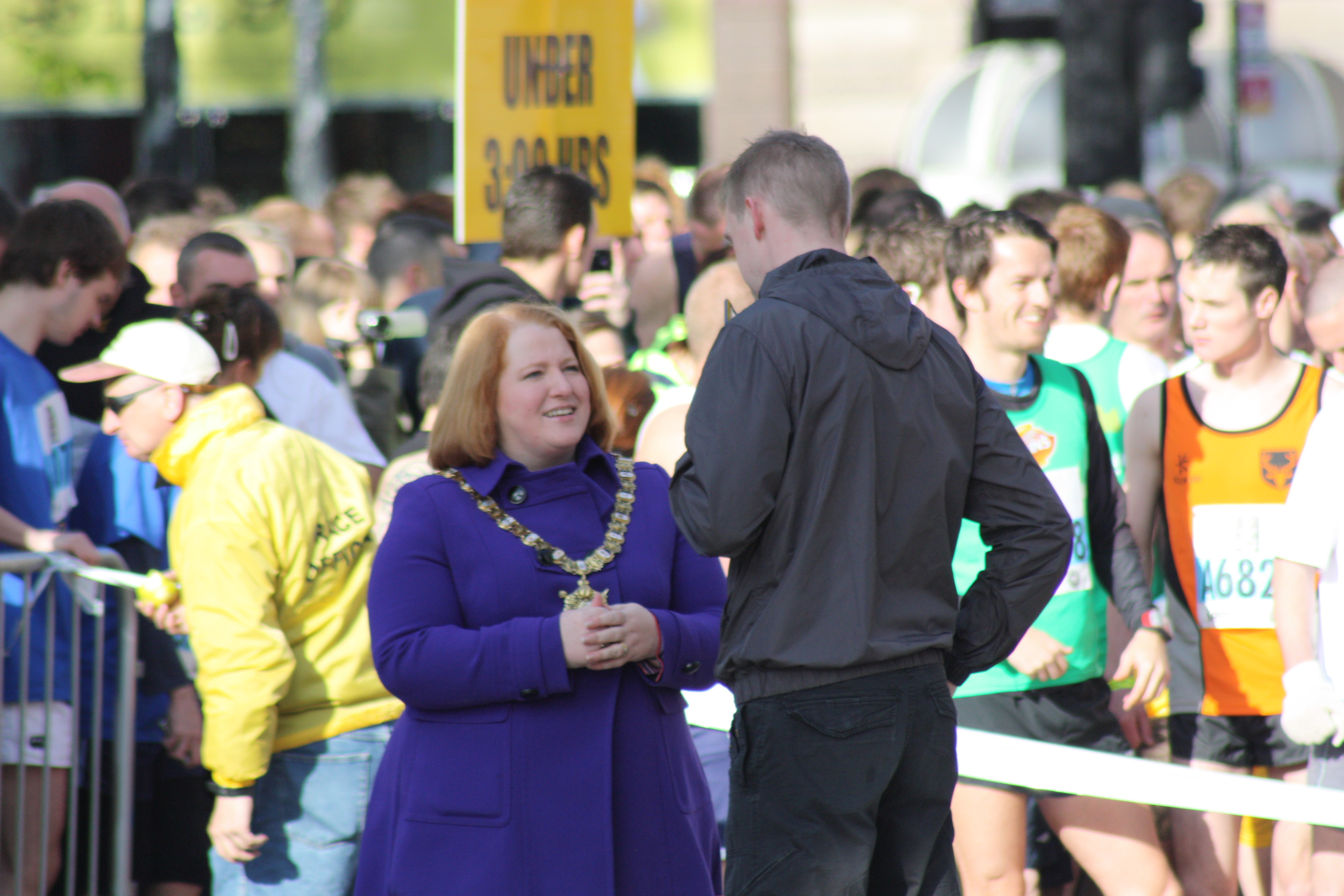
Exercint de batllessa en un acte a Belfast (2010).

Eleccions al Parlament del Regne Unit
| Any  | Circumscripció | Partit              | Vots   | %    | Resultat  |
| ---- | -------------- | ------------------- | ------ | ---- | --------- |
| 2005 | Belfast Est    | Partit de l'Aliança | 3,746  | 12,2 | No electa |
| 2010 | Belfast Est    | Partit de l'Aliança | 12,839 | 37,2 | Electa    |
| 2015 | Belfast Est    | Partit de l'Aliança | 16,978 | 42,8 | No electa |
| 2017 | Belfast Est    | Partit de l'Aliança | 15,443 | 36,0 | No electa |
| 2019 | Belfast Est    | Partit de l'Aliança | 19,055 | 44,9 | No electa |

Eleccions a l'Assemblea d'Irlanda del Nord
| Any  | Circumscripció | Partit              | Vots  | %     | Resultat |
| ---- | -------------- | ------------------- | ----- | ----- | -------- |
| 2003 | Belfast Est    | Partit de l'Aliança | 2,774 | 9,0   | Electa   |
| 2007 | Belfast Est    | Partit de l'Aliança | 5,583 | 18,8  | Electa   |
| 2016 | Belfast Est    | Partit de l'Aliança | 5,482 | 14,7  | Electa   |
| 2017 | Belfast Est    | Partit de l'Aliança | 7,610 | 18,9  | Electa   |
| 2022 | Belfast Est    | Partit de l'Aliança | 8,195 | 18,95 | Electa   |

Eleccions al Parlament Europeu
| Any  | Circumscripció   | Partit              | Vots    | %     | Resultat |
| ---- | ---------------- | ------------------- | ------- | ----- | -------- |
| 2019 | Irlanda del Nord | Partit de l'Aliança | 105.928 | 18,50 | Electa   |